# Wayuu

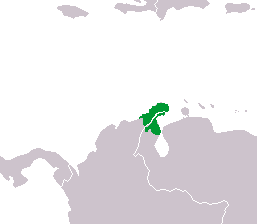
Leefgebied van de wayuu

De wayuu of guajiros (Arawaks: "machtige man") is een inheems volk in het uiterste noorden van Colombia en Venezuela. Ze bewonen een woestijngebied van zo'n 28.000 km², waarvan ruim 15.000 km² in La Guajira, Colombia en 12.000 in Zulia, Venezuela. Bij volkstellingen van respectievelijk 2011 en 2005 werden ruim 415.000 wayuu in Venezuela en 270.000 in Colombia geregistreerd.

## Geschiedenis
De wayuu zijn afstammelingen van de Arowakken die vanuit het Caribisch gebied de noordkust van Zuid-Amerika en de Antillen bereikten.
Hoewel de wayuu al sinds de zestiende eeuw contact hadden met de Spaanse conquistadores, zijn ze pas laat onderworpen aan een bestuur. Zowel het verzet van de guajiros tegen de Spaanse, Britse en Nederlandse veroveraars als het moeilijk begaanbare woestijnlandschap hebben hieraan bijgedragen. Pas bij de onafhankelijkheid van Nieuw-Granada werd een deel van de wayuu aan hoger gezag onderworpen. In 1841 werd het aantal wayuu op 18.000 geschat, van wie 3000 krijgers, die bekendstonden om hun vechtlust en wreedheid.
Gedurende de tweede helft van de negentiende eeuw werden de guajiros zowel door de Venezolaanse als de Colombiaanse regering teruggedrongen. De Venezolanen deden dit middels loopgraven.

## 21e eeuw
Het leefgebied van de wayuu, en met name de gemeenten Uribia en Maicao vormt een van de smokkelroutes van goedkope benzine uit Venezuela en de handel in allerlei andere producten. Daarnaast leven de meeste wayuu van de geitenhoederij in het woestijngebied. Vrouwen kunnen soms nog traditioneel weven. Ze wonen in lemen hutjes.

## Taal
De wayuu spreken een eigen taal, het wayuunaiki. Deze  agglutinerende Arawaktaal wordt gesproken door de meerderheid van de wayuu en bestaat uit zes klinkers en 16 medeklinkers.

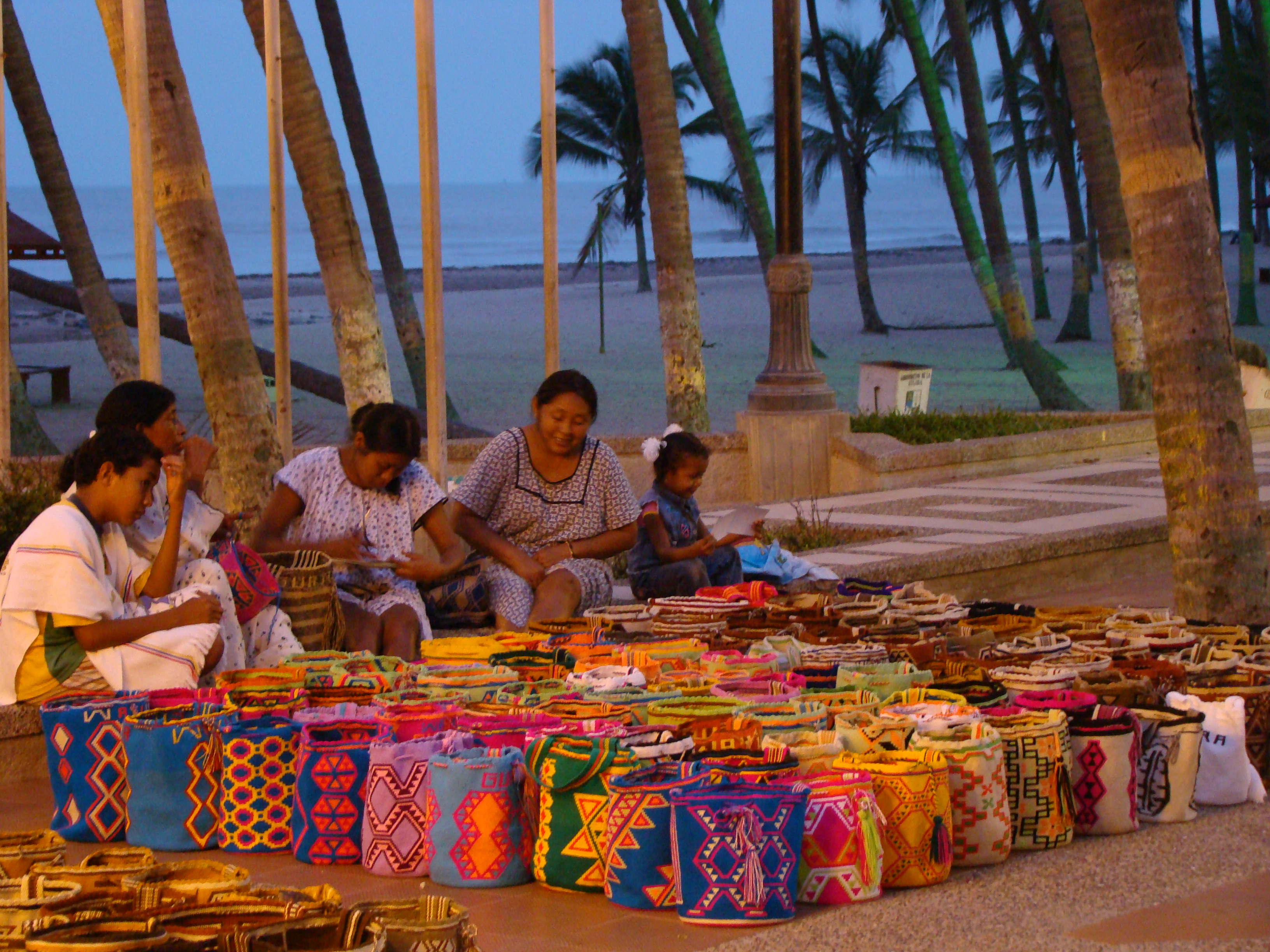
Wayuusouvenirs in Riohacha